# Мазут
Мазу́т (рос. мазут; англ. black oil, mazut, boiler oil, fuel oil, нім. Heizöl n, Brennöl n, Masut n) — рідкий маслянистий залишок нафти після відбирання із неї світлих дистилятів — гасу, бензину, газойлю. Назва мазуту походить від арабського «мазхулат» — відходи.

## Загальний опис
Мазут — це рідкий продукт темно-коричневого кольору, суміш вуглеводнів (з молекулярною масою від 400 до 1000 грам/моль), нафтових смол (з молекулярною масою 500–3000 і більш грам/моль), асфальтенів, карбенів, карбоїдів і органічних металомістких сполук (V, Ni, Fe, Mg, Na, Ca). Фізико-хімічні властивості мазуту залежать від хімічного складу початкової нафти і ступеня відгону фракцій дистилятів і характеризуються такими даними: в'язкість 8–80 мм·г/с³ (при 100 °C), Густина 0,89–1 г/смс³ (при 20 °C), температура застигання 10–40 °C, вміст сірки 0,5–3,5 %, золи до 0,3 %, нижча теплота згорання 39,4–40,7 Мдж/моль.
- Густина 0,89–1,00.
- Теплота згоряння 39,4–40,7 МДж/кг.

Може бути використаний як зв'язуюче у  масляній агрегації вугілля, паливо (для «смолоскипів підсвітки»), як сировина для виробництва мастил, бітумів, коксу.
| Типовий розподіл смолисто-асфальтенових речовин у мазуті | Типовий розподіл смолисто-асфальтенових речовин у мазуті | Типовий розподіл смолисто-асфальтенових речовин у мазуті | Типовий розподіл смолисто-асфальтенових речовин у мазуті |
| -------------------------------------------------------- | -------------------------------------------------------- | -------------------------------------------------------- | -------------------------------------------------------- |
|                                                          | Смоли                                                    | Асфальтени                                               | Карбени і карбоїди                                       |
| Мазут атмосферної перегонки                              |                                                          |                                                          |                                                          |
| Сірчиста нафта                                           | 13,6                                                     | 0,9                                                      | 0,035                                                    |
| Малосірчиста нафта                                       | 14,0                                                     | 0,1                                                      | 0,03                                                     |
| Мазут вторинної переробки                                | 10,2                                                     | 8,4                                                      | 0,9                                                      |

Вихід мазуту становить близько 50 % маси з розрахунку на початкову нафту.
Мазут застосовується як паливо для парових котлів, котельних установ (котельне паливо) і промислових печей (наприклад, мартенів).
У зв'язку з необхідністю поглиблення подальшої переробки нафти мазут у все більших масштабах переганяють під вакуумом. У залежності від напрямку переробки нафти одержують такі фракції:
- а) для одержання палив за температури 350–500 °С — вакуумний газойль (вакуумний дистилят); понад 500 °C — вакуумний залишок (гудрон);
- б) для одержання мастил — 300–400 °С (350–420 °С) — легка мастильна фракція (трансформаторний дистилят); 400–450 °С (420–490 °С) — середня мастильна фракція (машинний дистилят); 450–490 °С — важка мастильна фракція (циліндровий дистилят); понад 490 °C — гудрон.

Вакуумні дистиляти застосовують як сировину для отримання моторного палива і дистилятних мастил. Залишок вакуумної перегонки мазуту використовують для переробки на установках термічного крекінгу і коксування, у виробництві залишкових мастил і гудрону, що потім переробляється на бітум.
Основні споживачі мазуту — промисловість і житлово-комунальне господарство.
Повнота згоряння топкових мазутів визначається їх змішуванням з повітрям. Для цього винайдені різноманітні пальники, способи їх розташування і конструкції топкових камер. На сумішоутворення впливають густина, поверхневий натяг і в'язкість мазутів. Діапазон значень густини невеликий: при 50 °С для різних мазутів вона змінюється в межах 950–1050 кг/м³.
В'язкістю, навпаки, легко можна керувати при виробленні мазуту, залишаючи в ньому невилучені дистилятні фракції, а при застосуванні — нагрівають мазут у процесі паливопідготовки. Поверхневий натяг симбатно пов'язаний з в'язкістю мазуту, але границі його зміни не особливо великі.
Основний вплив на старіння мазутів мають температура і контакт із киснем.
Проблеми хімічної і фізичної стабільності мазутів тісно пов'язані. Тому найкращими стабілізуючими присадками до залишкових палив є композиції антиоксидантів з дисперсантами.